# هرنیکیان

در این نقشه، چنان‌که دیده می‌شود، هرنیکیان (با عنوان Hernicans) در جنوب‌شرقی روم (با عنوان Roma) ساکن بودند. لازم است ذکر شود که در این دوران (سده‌های ششم تا سوم قبل از میلاد) جمهوری روم هنوز بر کل شبه‌جزیرهٔ ایتالیا مسلط نشده و بدل به یک امپراتوری نشده بود.

هرنیکیان (به لاتین: Hernici) مردمانی ایتالیایی‌تبار ساکن ایتالیای باستان بودند که قلمروشان در لاتیوم بین دریاچه فوچینو و رود ساکو بود و از جنوب به ولسکیان و از شمال به مارسیان و اکوئیان می‌خوردند. در دورانِ اولیهٔ جمهوری روم، ایشان با رومیان متحد شدند و برضد همسایگانش جنگیدند.
تاریخ‌نگار رومی، تیتوس لیویوس، مؤرخ کتاب از پیدایش روم، می‌گوید که در ۴۹۵ ق.م. هرنیکیان با ولسکیان برضد جمهوری روم متحد شدند.
ایشان استقلال خود را تا مدتی طولانی حفظ کردند و در ۴۸۶ ق.م. به‌قدری قوی بودند که با لاتینان معاهده‌ای برابر منعقد کنند.
در ۴۷۵ ق. م، آنان در کنار لاتنیان برضد ولسکیان و اکوئیان و همان سال در کنار روم برضد وینت‌ها و سابینان جنگیدند. در ۴۶۸ ق. م، در کنار روم برضد ولسکیان حرب کردند.
نام هرنیکیان ــ و البته ولسکیان ــ در لیست قبایل ایتالیایی‌ای که پولیبیوس در ۲۲۵ ق.م. آن‌ها را «قادر به تأمین سرباز» توصیف می‌کند به چشم نمی‌خورد. برای همین، در آن تاریخ تمییز قلمروشان از لاتیوم ممکن نبود و ظاهراً آنان در این زمانْ دیگر شهروند روم شده بودند.

## زبان
یک جفتسنگ‌نوشته نشان می‌دهد که زبان هرنیکیان از گروه زبان‌های اوسکی-اومبری ــ زیر خانوادهٔ زبان‌های ایتالی ــ بود و بنابراین زبانی هندواروپایی محسوب می‌شد.